# Movimiento de milicias de Estados Unidos
El movimiento de milicias es un movimiento político estadounidense de extrema derecha organizado en grupos paramilitares, que reclama legitimidad bajo la «Cláusula de las Milicias», la segunda enmienda a la Constitución de los Estados Unidos y otras disposiciones similares en las constituciones de los diferentes estados del país. El historiador Mark Pitcavage describe así el Movimiento de Milicias en la década de los 90:

El movimiento de milicias es un controvertido movimiento ultraderechista originado en los años de 1990. Heredó una tradición paramilitar de anteriores grupos derechistas, especialmente el conspiracionista y antigubernamental «Posse Comitatus». El movimiento de milicias proclama que sus grupos están avalados por la ley pero no controlados por el gobierno; de hecho, creen que son designados para oponerse a un gobierno tiránico. Sus adherentes piensan que detrás de la «dictadura» del gobierno hay una conspiración izquierdista conocida como el Nuevo Orden Mundial. La ideología del movimiento ha llevado a algunos de sus miembros a cometer actos criminales, incluyendo acumulación ilegal de armas y explosivos y complots para destruir edificios o asesinar cargos públicos, junto a numerosos actos violentos y otros delitos menores

«Milicia», «milicia no organizada» o «milicia constitucional» son las expresiones con las que suelen referirse a sí mismos los miembros de estos grupos. Algunos, como el Posse Comitatus, ya existían en la década de los ochenta del siglo XX. El movimiento se expandió rápidamente tras algunos enfrentamientos con agentes del gobierno federal en la década de los noventa, y a mediados de la misma existían grupos activos en todos los estados de ese país, con una membresía total estimada entre veinte mil y sesenta mil miembros. Aunque estas organizaciones se hallan generalmente desconectadas entre sí, les une la creencia en que el gobierno amenaza su libertad y mantienen una oposición común a cualquier limitación a la segunda enmienda, en especial el derecho establecido por dicha enmienda a portar armas. Sus miembros y simpatizantes suelen proceder de zonas rurales y de baja extracción social, así como de grupos neonazis y de ultraderecha. Su ideología está basada, en general, en postulados racistas, xenófobos y ultranacionalistas, así como en la profesión de alguna confesión cristiana.

## Orígenes y desarrollo

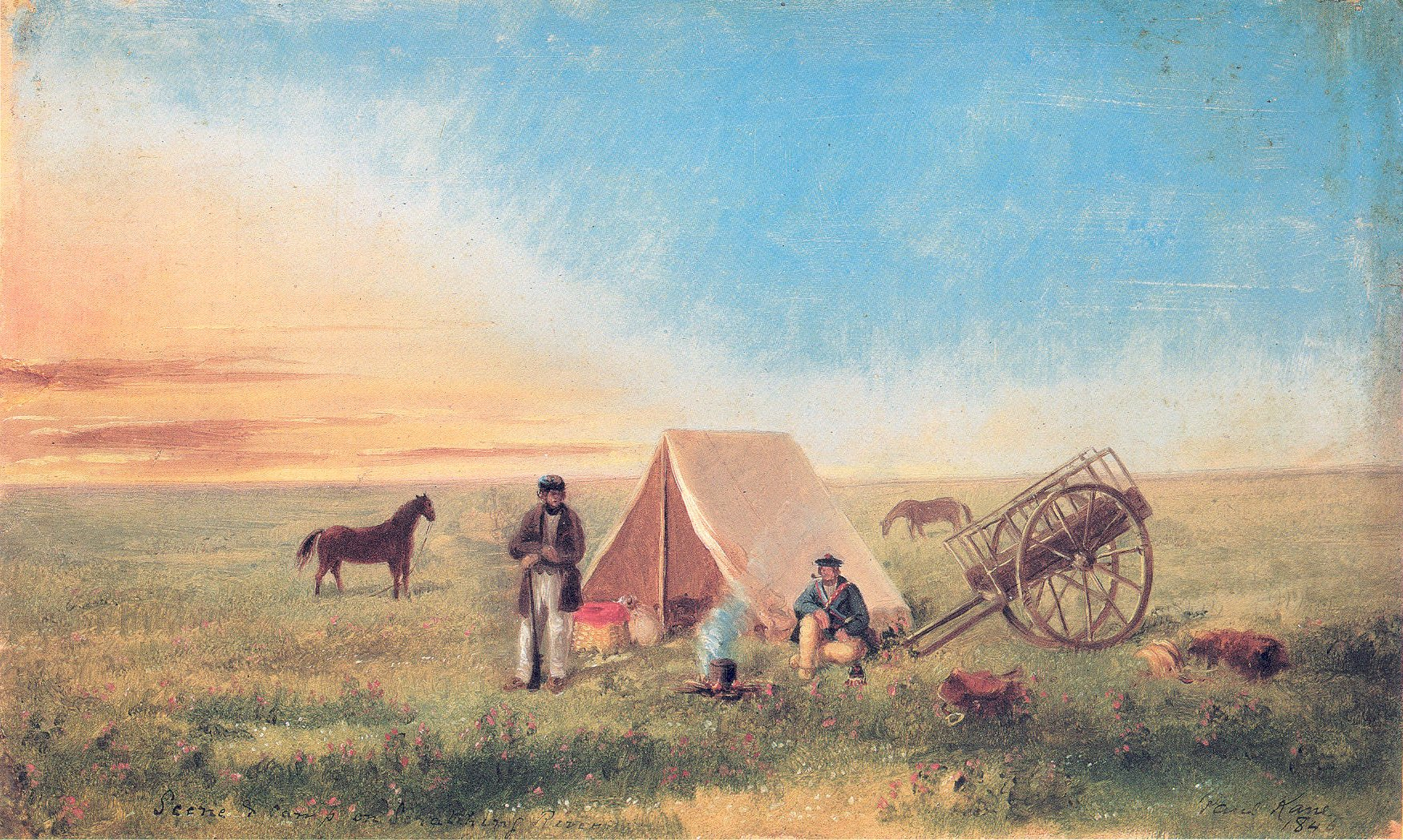
Exploradores en el Salvaje oeste

El movimiento de milicias se relaciona con el conspiracionismo, el survivalismo y el llamado «movimiento patriótico» estadounidense, que reivindica la tradición de portar armas. Además de la existencia de grupos paramilitares previos, ciertos factores políticos y culturales contribuyeron a la difusión de percepciones derechistas extremas.[cita requerida]
La «cultura de las armas» (en inglés gun culture) propia de las milicias es descrita por autores como Robert Spitzer como la herencia de dos elementos característicos de la temprana colonización del país: el espíritu de supervivencia basada en la caza y una mentalidad de vida fronteriza, resultando en una profunda creencia de que «las armas son tanto una parte como la fuerza indispensable de la existencia misma de Estados Unidos». Según Richard J. Payne, esa cultura ha contribuido a la idea de que «el uso de la fuerza es algo virtuoso» y que «la negociación es una muestra de debilidad», sentimientos que se expresan en las relaciones entre individuos dentro del país y, para muchos, también en sus relaciones internacionales.

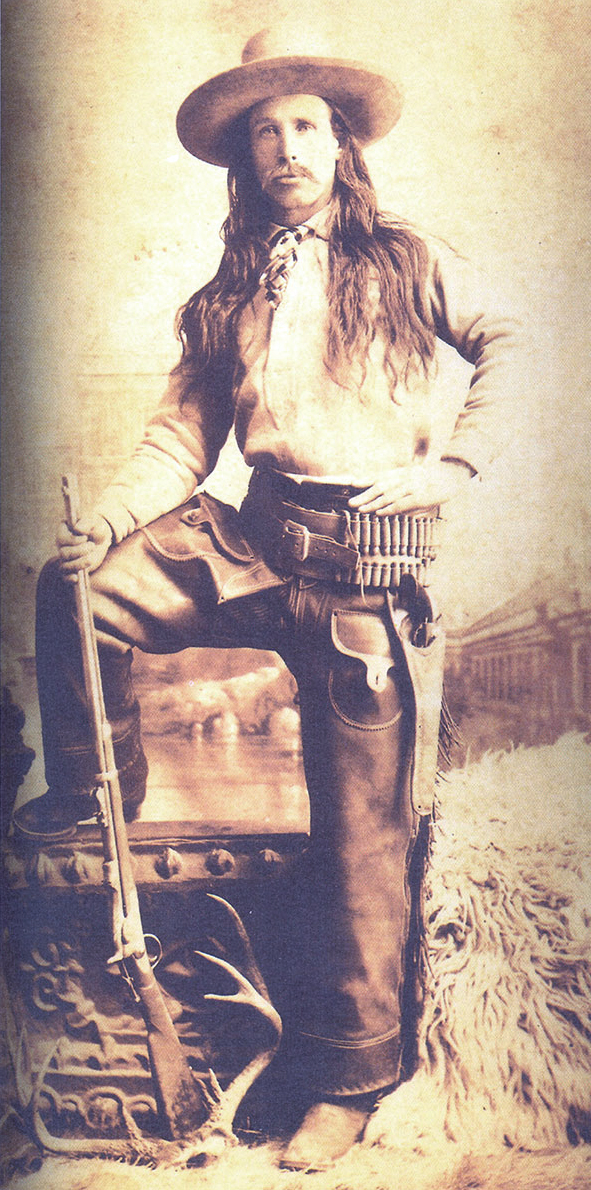
Sheriff en el Viejo Oeste

El desarrollo de las milicias fue estimulado en gran medida por algunos incidentes controvertidos, como el acaecido en Ruby Ridge en 1992 o la muerte en 1993 de Gordon Kahl en un tiroteo con agentes de policía local (Kahl entró en conflicto con el gobierno tras negarse a pagar impuestos, luego intentó formar un gobierno y sistema legal independientes. Cuando se le intentó arrestar, mató a dos miembros del Cuerpo de Alguaciles de Estados Unidos y huyó a Arkansas, donde murió durante otro intento de arresto y tras matar a otro policía). Especialmente polémico fue el asedio de los davidianos en Waco, Texas, también en 1993. Todo ello generó una ola de reacciones airadas en los sectores ultraderechistas e identitarios de Estados Unidos que desembocó en el Atentado de Oklahoma City en 1995.
Los milicianos ven a estos fallecidos como mártires y los usan para ejemplificar lo que consideran la tiranía y persecución gubernamentales. El resentimiento se acentúo con la promulgación, durante el gobierno de Bill Clinton, de la «Ley Brady» (1993) (prevención de la violencia armada) y la Prohibición Federal de Armas de Asalto (1994), regulaciones que según los milicianos son contrarias a la Segunda Enmienda. Muchos de los partidarios del lobby del derecho a poseer armas, antes reacios, empezaron a ver con simpatía algunas de las posiciones de las milicias. Los milicianos más radicales percibieron esas leyes como una tentativa de desarmar al pueblo norteamericano y un paso preliminar a una invasión por tropas de la ONU y el establecimiento del gobierno del Nuevo Orden Mundial.
Se pueden agregar las acusaciones efectuadas contra el entonces presidente Bill Clinton. Entre otras, la de usar ilegalmente el FBI para obtener información sobre individuos —demostrada falsa en 2000—, las difundidas por David Brock en 1993, asegurando que Clinton habría utilizado a milicianos estatales para conseguir mujeres (posteriormente Brock se retractó) o las controversias acerca del Tratado de Libre Comercio de América del Norte que supuestamente tendrían un efecto negativo en los niveles de empleo de Estados Unidos. Se desató una verdadera campaña de difamación contra Clinton que le acusaba de estar ligado a muertes de críticos y asociados que «sabían demasiado». En septiembre de 1994 Frank Eugene Corder se inmoló estrellando un avión robado en el patio de la Casa Blanca. En octubre de ese mismo año Francisco Martin Duran disparó con un rifle contra el mismo edificio, siendo condenado a cuarenta años por tentativa de asesinar al presidente.
En el incipiente movimiento de milicias convergieron también sectores del fundamentalismo cristiano y el supremacismo blanco.
La revelación de que Timothy McVeigh y Terry Nichols (perpetradores del Atentado de Oklahoma) estaban ligados a grupos armados derechistas generó un creciente interés en estos grupos y se incrementó la vigilancia y presión policial sobre ellos, lo que a su vez atrajo a una nueva generación de milicianos.
En marzo de 1996, agentes del FBI y otras agencias policiales rodearon una propiedad llamada Justus Township en Montana, perteneciente a los Montana Freemen (Hombres libres de Montana) que se habían declarado «independientes» y practicaban una forma de derecho consuetudinario basado en el cristianismo. Rechazaban el dólar impreso por la Reserva Federal y pagaban sus compras con «dólares libres» (cheques impresos por ellos mismos y sin fondos), lo que dio lugar al incidente. Las autoridades siguieron una táctica de apaciguamento implementada a través de un Grupo de Respuesta a Incidentes Críticos (siglas en inglés CIRG) dentro del Departamento de Justicia. y tras 81 días de negociaciones lograron que el líder del movimiento abandonara la propiedad y poco después la rendición del resto. Catorce de los freemen fueron procesados por usar cheques falsos por valor de varios millones de dólares y amenazas a un juez federal.
Otro incidente del mismo tipo sucedió en Fort Davis, Texas, en 1997 cuando un grupo de la milicia de la República de Texas proclamó la independencia de ese estado y tomó rehenes para demandar que los líderes del grupo fueran reconocidos como la autoridad legítima de la nueva república y la libertad de uno de esos líderes, Robert J. Scheidt, en arresto bajo acusación de posesión de armas ilegales. El jefe del grupo, Richard McLaren, declaró que se encontraban en «estado de guerra» con el gobierno. La propiedad fue rodeada por fuerzas de la policía local y estatal, junto a Rangers de Texas y el FBI. Después de una semana de sitio, los milicianos se rindieron y McLaren y otros cuatro fueron encarcelados.
En 2001 el movimiento de milicias entró en un período de abatimiento: con la excepción de la Conspiración terrorista de los supremacistas blancos (2002) —ligado a la Orden Blanca de Thule— y la Conspiración del gas venenoso (2003) —por miembros de la Milicia de New Jersey— sus actividades «de resistencia» decayeron, y el movimiento pasó de un auge —en 1996— de sobre 856 grupos a uno, en el cual incluso la Milicia de Míchigan, el grupo que McVeigh y los hermanos Nichols habían abandonado por tener tendencia a la discusión en lugar de la acción, se desbandaron. Los elementos más extremos de ese y otros grupos formando una nueva agrupación —the North American Militia— pero sus líderes —Brad Metcalf y Randy Graham— fueron posteriormente encarcelados por 40 y 55 años respectivamente —por terrorismo contra oficiales del gobierno y del servicio de impuestos— sin que el grupo actuara en su defensa.
Posteriormente parece que el movimiento está experimentando un nuevo auge, con, a partir de 2009, un recrudecimiento de actos de terrorismo antisemita y/o antigobierno individuales —por parte de miembros o asociados de milicias— y la formación —a principios de 2008— de los Hutaree, una milicia basada en Míchigan del «Movimiento Patriota Cristiano» —de acuerdo al sitio web del movimiento, hutaree significa 'guerrero cristiano'. A diferencia de los grupos mencionados con anterioridad, los Hutarees poseen una motivación principalmente religiosa: la preparación para una batalla final contra las fuerzas del anticristo o «los enemigos».
De acuerdo a un reciente estudio del Southern Poverty Law Center (SPLC), esa recurrencia —el número de Hutarees se triplicó entre 2008 y el 2009 y el de grupos similares se dobló en el mismo periodo— ha sido inflamada por una «rabia» acerca de los cambios demográficos en el país —la expansión de la proporción de la población «no blanca», incluyendo la hispana, al mismo tiempo que la decadencia del protestantismo—, la deuda pública (aumentada extraordinariamente durante el gobierno de Bush), los problemas económicos y una serie de iniciativas del presidente Barack Obama que han sido acusadas de socialistas o fascistas e incluso criminales en una retórica inflamatoria de parte de sus oponentes.
Como ejemplo de esa reanudación de las tácticas empleadas contra el gobierno de Clinton, pero ahora contra Obama se pueden citar las acusaciones de la Senadora Republicana Michele Bachmann y otros contra Obama de «comandar» un gobierno de gánsteres y matones tratando al mismo tiempo de ligarlo a Clinton (la senadora ha alegado que «el expresidente de los Estados Unidos decidió que soy lo suficientemente importante como para eliminarme»). Otros practicantes de esas políticas han acusado a Obama abiertamente de ser «un criminal» prontuariado, y a otros demócratas —tales como Nancy Pelosi— de ser y utilizar criminales a fin de suprimir la libertad de expresión, de ser un fascista o nazi, de no ser ciudadano de los Estados Unidos, de ser un extremista musulmán con intención de permitir que Irán desarrolle sus propias armas nucleares para que destruya a Israel, de ser un mentiroso habitual que miente incluso en cosas tan irrelevantes como cuando dice haber asistido a un partido de fútbol americano cuando en realidad habría asistido a otro, de ser un dictador cuyas tentativas de buscar la reintegración de los Estados Unidos a la comunidad de naciones son en realidad una promoción de la conspiración del Nuevo Orden Mundial, proyecto en el cual Barack Hussein Obama sería solo un instrumento del demonio.
De acuerdo a los Hutaree, Javier Solana podría ser el Anticristo. En la opinión de ellos, tanto la OTAN como la ONU y otras organizaciones internacionales son enemigas de los Estados Unidos y conspiran —junto al gobierno de ese país y ayudados por las instituciones policiales— para destruir la Constitución de Estados Unidos. Adicionalmente los miembros están influidos por visiones derechistas extremas, tales como las de Ron Paul, uno de ellos declarándose «un fanático» de ese personaje y varios vídeos del movimiento se basan o sirven de plataforma para expresar las visiones de ese miembro del congreso.
Consecuentemente, y en la práctica, el «enemigo» es el gobierno y las fuerzas de policía. Chuck Baldwin —pastor baptista, comentador y aliado político de Ron Paul— ha expresado un apoyo general a las tesis de los Hutaree, argumentando que «las enseñanzas de Jesús apoyarían y justificarían la muerte de policías (escogidos) al azar si esos policías apoyaran un gobierno que abusara sus poderes y que hubiese disparado el primer tiro». Tales abusos de poder y primer tiro habrían ya ocurrido y consecuentemente ya hay un conflicto entre el pueblo y el gobierno de Estados Unidos. Adicionalmente Baldwin sugiere que el gobierno ha plantado «agentes provocadores» en las milicias a fin de justificar su represión. (Esta posición de que se está justificado en ejercer violencia pero cualquier acto de violencia es debido a agentes provocadores ya sea agencias gubernamentales o —específicamente— «de Obama» se ha hecho común entre estos sectores. Es una de las principales justificaciones de la aserción que «el gobierno» es quien ha disparado el «primer tiro», lo que ha llevado a algunos a sugerir que «los Estados Unidos están al borde de una guerra civil»).
A fines de marzo del 2010 nueve miembros de la milicia fueron arrestados por estar envueltos en una conspiración para asesinar varios policías y —posiblemente— civiles usando explosivos y armas de fuego ilegales.

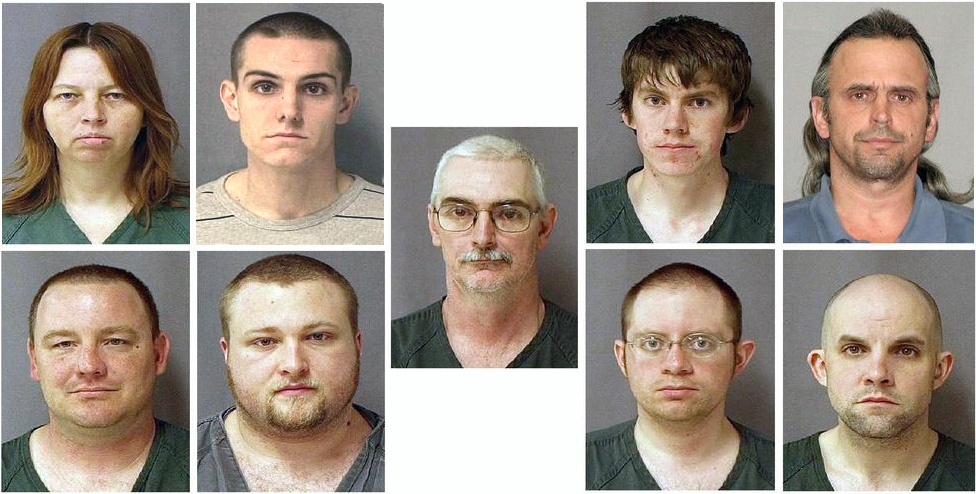
Nueve supuestos milicianos del movimiento Hutaree

Los hutarees fueron acusados de «conspiración sediciosa», tentativa de uso de «armas de destrucción masiva», «enseñar el uso de explosivos» y «posesión de armas de fuego durante un crimen violento». La acusación agrega que los hutaree planeaban «matar a un miembro no identificado de la policía local y posteriormente atacar a los policías que se congregaran para el funeral» utilizando «aparatos explosivos improvisados» del tipo «carga explosiva de penetración», lo que constituye el elemento que permite llamarlos «armas de destrucción masiva» de acuerdo a la ley de ese país.

## Ideología
La posición ideológica del movimiento de milicias puede ser descrita como una propuesta política que busca basarse en percepciones «constitucionalistas», conspiracionales y comunitarias.
Los grupos proclaman legitimidad basada en diferentes documentos constitucionales —particularmente la Segunda Enmienda a la Constitución de los Estados Unidos— y las concepciones de algunos de los «padres fundadores» de Estados Unidos acerca del derecho de una ciudadanía independiente para establecer sus propios sistemas de gobierno.

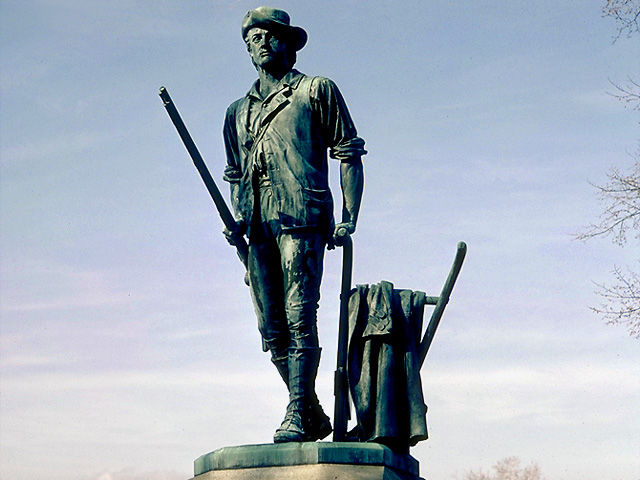
Minuteman, una de las primeras milicias de Estados Unidos

El aspecto comunitario se manifiesta como defensa de las libertades comunes de los ataques por parte de autoridades en general. Para algunos esto se percibe como demandando oposición a cualquier gobierno, dado que todo gobierno sería una tiranía. Otros buscan más bien controlar al gobierno, promoviendo limitaciones tanto al poder del mismo, regulaciones (incluyendo financieras), impuestos, etc, que son percibidos como anticonstitucionales. En ese sentido, sus visiones son similares a las de la John Birch Society y otras organizaciones similares, incluyendo la de los «defensores de los derechos de los estados». Desde este punto de vista, medidas tales como el control de armas de fuego son consideradas no solo como anticonstitucionales sino un movimiento hacia el fascismo o el socialismo impuesto por un poder centralizante.
Grupos tales como la Liga Antidifamación y el Southern Poverty Law Center sugieren que en el movimiento hay, por lo menos, un elemento implícito y generalizado de racismo, en la medida que esa «defensa de las comunidades», en la práctica, significa defensa de aquellos que no son nórdicos y protestantes.

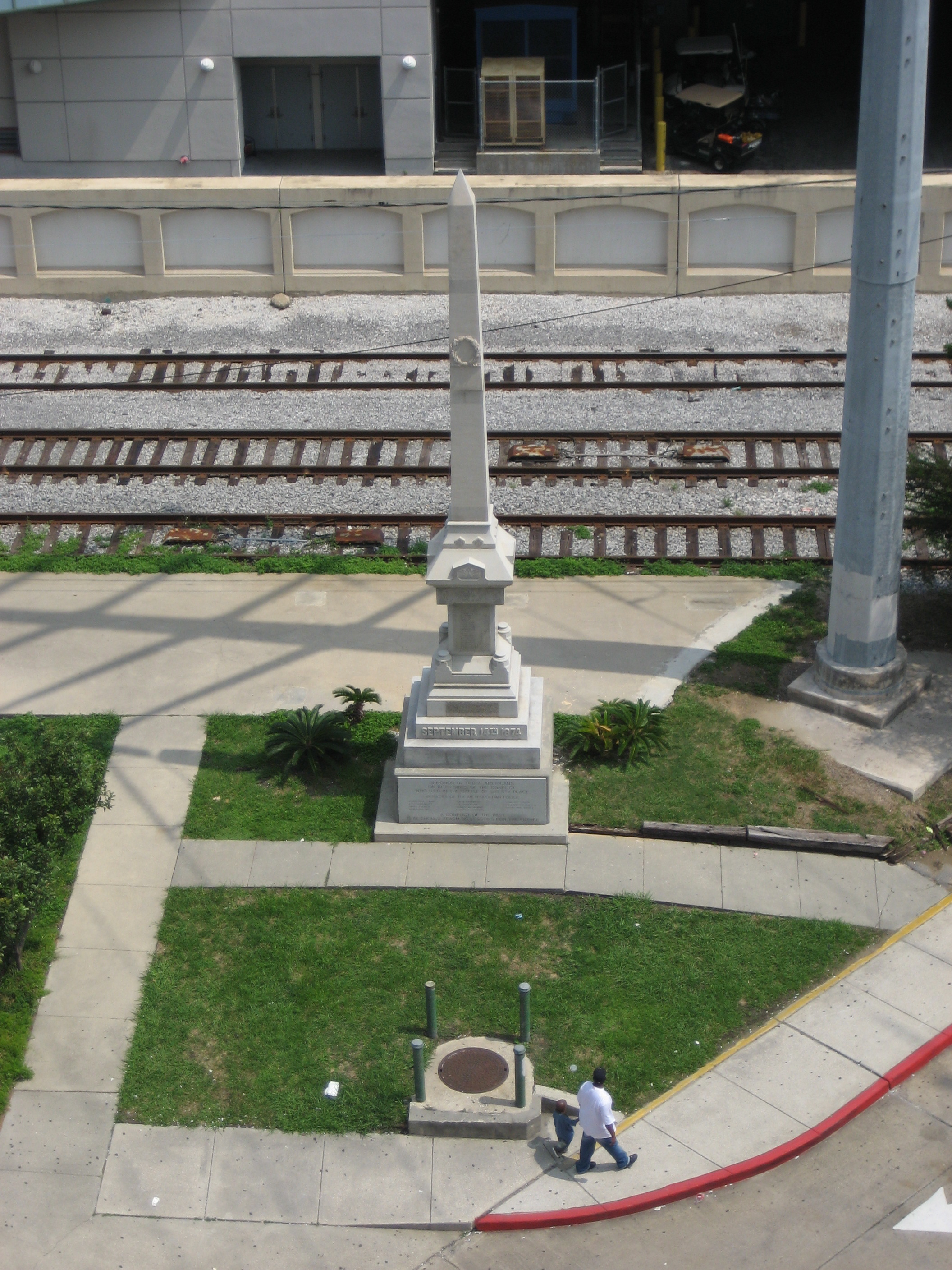
Monumento a la Victoria de la «Liga de los blancos», Nueva Orleans

Este aspecto está ejemplificado en el curioso caso de Leo Felton —uno de los envueltos en la Conspiración de los supremacistas blancos—, cuyo padre se considera negro y su madre era de origen judío. Felton, condenado a prisión por atacar negros y judíos, explica que se unió a los supremacistas blancos —ocultando sus orígenes— durante su estadía en la cárcel —por un delito común— debido a que se habría dado cuenta «que los blancos están bajo un continuo estado de sitio por gente de otras razas».
Otro ejemplo es el asesinato en Arizona, en mayo del 2009, de Raúl y Brisenia Flores por miembros de la Militiamen American Defense —grupo escindido desde el Proyecto Minuteman—. Los Flores fueron asaltados porque los miembros de la milicia habían decidido atacar «traficantes de drogas» para financiar sus actividades de «vigilancia en el desierto e investigaciones secretas con el animo de detener inmigración ilegal y tráfico de drogas». Raúl Flores había guardado en su casa marihuana que pertenecía a uno de los miembros de la milicia. Brisenia tenía nueve años de edad.
El Proyecto Minuteman mismo puede ser considerado una expresión de esa percepción, al igual que la Ley SB 1070 o «Ley antiinmigrante en Arizona» —que permite la detención de «cualquier persona para verificar sus documentos de identidad en caso de que tengan una "sospecha razonable" de que pueda ser un indocumentado». Se estima que «la medida podría afectar principalmente a miles de inmigrantes latinoamericanos que cruzan la frontera desde México y que son contratados por día en la calle».

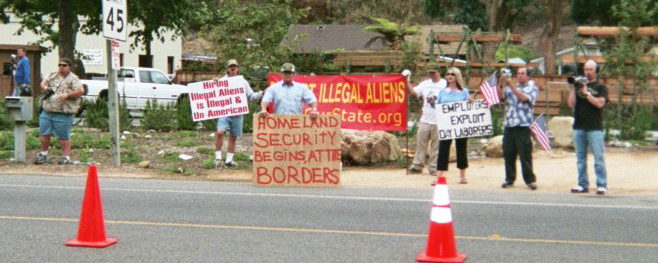
«La seguridad de la Patria comienza en la frontera» - Concentración anti-inmmigrantes en California

Lo anterior está ligado con el «cristianismo patriótico» o identidad Cristiana, que sugiere que «el gobierno» ha abandonado los ideales de «libertad» y la «herencia cristiana protestante» de los Estados Unidos; por lo menos coludiendo con una «invasión» de no blancos y no cristianos. La generalización de esta percepción está llevando al abandono de la teoría de Estados Unidos como crisol de razas y tiene o puede dar origen además de percepciones anticatolicas a algunas connotaciones antisemitas en la medida que —se alega— los judíos uilizan la inmigración para socavar el poder y confianza de las mayorías blancas en Europa y América del Norte. (Véase Kevin B. MacDonald).
Sin embargo Robert Churchill percibe el movimiento en general como diferenciable en dos sectores: el ala «de resistencia blanca», supremacista y racista, y el sector «constitucionalista», el llamado «movimiento milicias constitucionales» o libertario radical, cuyas motivaciones se centran alrededor de la oposición al poder político.
Otra posición comúnmente asociada con el movimiento de milicias es la oposición a la creación del Gobierno Mundial, el que es generalmente visto por los milicianos como objetivo final de los esfuerzos gubernamentales para reducir su libertad.

## Grupos de Milicia activos en 2009
| Nombre del grupo                                              | Estado, condado o localidad                      |
| ------------------------------------------------------------- | ------------------------------------------------ |
| 2nd Alabama Militia                                           | Alabama, Mobile                                  |
| Alabama Shoals Badgers                                        | Alabama, Tuscumbia                               |
| Alaska Citizens Militia                                       | Alaska, Nikiski                                  |
| Arizona Citizens Militia                                      | Arizona, Douglas                                 |
| Arizona Militia                                               | Arizona, Glendale                                |
| Cochise County Militia                                        | Arizona, Tombstone                               |
| Northern Arizona Militia                                      | Arizona, Flagstaff                               |
| Militia of Washington County                                  | Arkansas, Fayetteville                           |
| American Armenian Militia                                     | California, Los Ángeles/San Fernando Valley area |
| Northern California State Militia                             | California, Falcon Creek                         |
| State of California Unorganized Militia                       | California, Monrovia                             |
| Minutemen Militia                                             | Colorado, Fort Collins                           |
| Florida Free Alliance                                         | Florida, Nokomis                                 |
| Florida Free Militia                                          | Florida, Palm Coast                              |
| Georgia Militia                                               | Georgia, Chatham County                          |
| Militia of Georgia                                            | Georgia, Lawrenceville                           |
| Militia Recruiting Command                                    | Georgia, Columbus                                |
| Idaho Citizens Constitutional Militia                         | Idaho, statewide                                 |
| North Idaho Light Foot Militia                                | Idaho, Bonner County                             |
| 135th Illinois Volunteer Cavalry                              | Illinois, statewide                              |
| Illinois State Militia (Unorganized) 167th Battalion, 21st FF | Illinois, statewide                              |
| Indiana Citizens Volunteer Militia, 3rd Brigade               | Indiana, Tippecanoe County                       |
| Indiana Constitutional Militia                                | Indiana, statewide                               |
| Indiana Militia Corps                                         | Indiana, Ingalls                                 |
| Indiana Sedentary Militia                                     | Indiana, Hendricks County                        |
| Indiana's Greene County Militia                               | Indiana, Greene County                           |
| Indiana State Militia 14th Regiment                           | Indiana, Owen County                             |
| Kansas State Militia                                          | Kansas, Wichita                                  |
| 1st Joint Public Militia                                      | Kentucky, Bowling Green                          |
| Kentucky State Militia - Ohio Valley Command                  | Kentucky, Louisville                             |
| Louisiana Militia                                             | Luisiana, statewide                              |
| Louisiana Unorganized Militia                                 | Louisiana, Abbeville                             |
| Maine Constitutional Militia                                  | Maine, statewide                                 |
| Southern Sons of Liberty                                      | Maryland, statewide                              |
| Delta 5 Mobile Light Infantry Militia                         | Míchigan, Eaton County                           |
| East-Central Volunteer Militia of Michigan                    | Míchigan, Lapeer County                          |
| Hutaree Militia                                               | Míchigan, Southern                               |
| Jackson County Volunteers                                     | Míchigan, Jackson County                         |
| Lenawee County Free and Independent Militia                   | Míchigan, Adrian                                 |
| Michigan Militia                                              | Míchigan, Redford                                |
| Michigan Militia Corps Wolverines 8th Division                | Míchigan, South Central                          |
| Michigan Patriot Alliance                                     | Míchigan, 20 counties                            |
| Northern Michigan Backyard Protection Militia                 | Míchigan, Northern                               |
| Southeast Michigan Volunteer Militia                          | Míchigan, 13 counties                            |
| West Michigan Volunteer Militia                               | Míchigan, Muskegon County                        |
| Minnesota Militia/Army of Mississippi                         | Minnesota, St. Cloud                             |
| Constitution Defense Militia of Attala County (CDMAC)         | Misisipi, Attala County                          |
| East Central Mississippi Militia                              | Misisipi, East Central                           |
| Missouri Militia                                              | Misuri, Kansas City                              |
| Militia of Montana                                            | Montana, Noxon                                   |
| New Hampshire Patriot Militia                                 | Nuevo Hampshire, statewide                       |
| United States Constitution Rangers                            | New Hampshire, West Lebanon                      |
| New Jersey Militia                                            | Nueva Jersey, Trenton                            |
| Wolfpack Militia                                              | New Jersey, statewide                            |
| Empire State Militia 11th Field Force                         | New York, Northwestern                           |
| North Carolina Citizens Militia                               | Carolina del Norte, Charlotte                    |
| Constitutional Militia of Clark County                        | Ohio, Clark County                               |
| Northeastern Ohio Defense Force 3BN                           | Ohio, Lisbon                                     |
| Northwestern Ohio Defense Force 4BN                           | Ohio, Kenton                                     |
| Ohio Defense Force State Headquarters                         | Ohio, Zanesville                                 |
| Ohio Militia                                                  | Ohio, statewide                                  |
| Southeastern Ohio Defense Force 3rd Platoon                   | Ohio, Belmont County                             |
| Southwestern Ohio Defense Force 5BN                           | Ohio, Lebanon                                    |
| Unorganized Militia of Champaign County                       | Ohio, St. Paris                                  |
| Oregon Militia Corps                                          | Oregón, statewide                                |
| Southern Oregon Militia                                       | Oregón, Eagle Point                              |
| Keystone Freedom Fighters                                     | Pensilvania, Gettysburg                          |
| East Tennessee Militia                                        | Tennessee, East                                  |
| American Patriots for Freedom Foundation                      | Texas, Spring                                    |
| Central Texas Militia                                         | Texas, Central                                   |
| Texas Well Regulated Militia                                  | Texas, Edwards County                            |
| Militia of Northeastern Utah                                  | Utah, Vernal                                     |
| Virginia Citizens Militia                                     | Virginia, Roanoke                                |
| Grays Harbor Civilian Defense Force                           | Washington, Grays Harbor                         |
| Kitsap County WA Militia                                      | Washington, Kitsap County                        |
| Washington State Militia                                      | Washington, estado                               |